# Christopher Rouse (compositore)
Christopher Chapman Rouse (Baltimora, 15 febbraio 1949 – Towson, 21 settembre 2019) è stato un compositore statunitense. Sebbene abbia scritto per vari gruppi, Rouse è noto soprattutto per le sue composizioni orchestrali, tra cui un Requiem, undici concerti e cinque sinfonie. Il suo lavoro ha ricevuto numerosi riconoscimenti, tra cui il Kennedy Center Friedheim Award, il Grammy Award alla miglior composizione di musica contemporanea e il Premio Pulitzer per la musica. Rouse è stato il compositore in residenza della New York Philharmonic dal 2012 al 2015.

## Biografia
Rouse è nato a Baltimora, nel Maryland ed ha studiato con Richard Hoffmann al Conservatorio di musica di Oberlin, diplomandosi nel 1971. Ha poi conseguito un diploma di specializzazione con Karel Husa alla Cornell University nel 1977. Nel frattempo, Rouse ha studiato privatamente con George Crumb.
I primi riconoscimenti provengono dal BMI Student Composer Awards della BMI Foundation nel 1972 e 1973. Rouse ha insegnato all'Università del Michigan dal 1978 al 1981, dove è stato anche Junior Fellow presso la Society of Fellows dell'Università e all'Eastman School of Music dal 1981 al 2002. Dal 1997 ha insegnato alla Juilliard School.
La Sinfonia n. 1 di Rouse è stata premiata con il Kennedy Center Friedheim Award nel 1988 e il suo Trombone Concerto ha ricevuto il Premio Pulitzer per la musica nel 1993. Nel 2002 Rouse è stato eletto all'American Academy of Arts and Letters. Sempre in quell'anno ha vinto un Grammy Award per la migliore composizione classica contemporanea per il suo Concert de Gaudí. Nel 2009 Rouse è stato nominato Compositore dell'Anno di Musical America e Compositore in Residenza della New York Philharmonic nel 2012. Rouse ha anche lavorato come compositore in residenza con l'Orchestra Sinfonica di Baltimora (1985-88), il Tanglewood Music Festival (1997), la Biennale di Helsinki (1997), il Pacific Music Festival (1998) e l'Aspen Music Festival ogni anno dal 2000.
Tra i suoi illustri studenti figurano Kamran Ince, Marc Mellits, Michael Torke, Nico Muhly, Robert Paterson, Jeff Beal, Jude Vaclavik, Kevin Puts, D. J. Sparr e Joseph Lukasik.
Rouse ha quattro figli: Angela, Jillian, Alexandra e Adrian.

## Musica
Rouse è un compositore neoromantico. Alcune delle sue opere sono prevalentemente atonali (ad es. Gorgon, concerto per orchestra) mentre altre sono chiaramente tonali (Karolju, Rapture). Molto spesso cerca di integrare mondi armonici tonali e non tonali, come nei suoi concerti per flauto, oboe e chitarra. Tutta la sua musica è stata composta, nelle sue parole, "per trasmettere un senso di urgenza espressiva". Rouse è stato elogiato per la sua orchestrazione, in particolare con le percussioni. Egli cita spesso opere di altri compositori (ad esempio, la sua Sinfonia n. 1, composta nel 1986, incorpora citazioni di Bruckner e Shostakovich).
Le opere più antiche di Rouse sono due brevi brani per gruppo di percussioni, entrambi ispirati a soggetti mitologici: Ogoun Badagris (1976, Haitiano) e Ku-Ka-Ilimoku (1978, Polinesiano); una successiva partitura di percussioni ispirata alla batteria rock, Bonham è stata composta nel 1988.
La morte di Leonard Bernstein nel 1990 fu la prima di una serie di morti che fecero una profonda impressione su Rouse e il suo Trombone Concerto (1991) divenne il primo spartito del suo cosiddetto "Death Cycle", un gruppo di pezzi tutti creati come reazione a queste morti. Questi spartiti hanno commemorato William Schuman (Violoncello Concerto-1992), l'omicidio di James Bulger (Flute Concerto-1993), il compositore Stephen Albert (Sinfonia n. 2-1994) e la madre di Rouse (Envoi-1995). Dopo Envoi decise intenzionalmente di comporre spartiti più "infusi di luce", opere destinate ad assumere una forma meno dark; brani di questa seconda metà degli anni '90 comprendono Compline (1996), Kabir Padavali (1997), il Concert de Gaudí (1998), Seeing (1998) e Rapture (2000).
Dal 2000 in poi Rouse ha creato opere di vari temperamenti, dal suo spinoso Clarinet Concerto (2001) alla sua rockeggiante The Nevill Feast (2003), al suo romantico Oboe Concerto (2004). Il pezzo più significativo di questi anni è il Requiem di novanta minuti, composto nel 2001 e nel 2002. Lo stesso Rouse si è riferito al Requiem come alla sua migliore composizione. Le composizioni più importanti delle annate più recenti comprendono il suo Concerto for Orchestra (2008), Odna Zhizn (2009), Sinfonia n. 3 (2011), Sinfonia n. 4 (2013), Thunderstuck (2013), Heimdall's Trumpet (un concerto per tromba- 2012), Organ Concerto (2014), Sinfonia n. 5 (2015), Bassoon Concerto (2016) e Berceuse Infinie (2017).
Verso la fine del 2006, Rouse ha composto il suo primo pezzo per gruppo di fiati Wolf Rounds, presentato in anteprima alla Carnegie Hall il 29 marzo 2007.

## Utilizzo commerciale
Estratti dalle sinfonie 1, 2 e 4 e il Concerto per corde sono stati usati come colonna sonora del film di William Friedkin del 2017, Il diavolo e Padre Amorth.

## Lista completa dei lavori

### Orchestra
- Gorgon (1984)
  - commissionato dalla Rochester Philharmonic Orchestra, che ha eseguito il lavoro in anteprima sotto David Zinman (a cui il lavoro è dedicato) il 15 novembre 1984.
- Phantasmata (1981/85)
  - commissionato dalla Saint Louis Symphony con l'aiuto di una sovvenzione del National Endowment for the Arts; eseguito in anteprima dalla Saint Louis Symphony diretta da Leonard Slatkin nella Powell Symphony Hall, St. Louis, Missouri, il 25 ottobre 1986.
- Phaethon (1986)
  - commissionato dalla Philadelphia Orchestra, che ha eseguito in anteprima l'opera sotto la direzione di Riccardo Muti presso la Philadelphia Academy of Music nel gennaio 1987.
- Sinfonia n. 1 (1986, premiata con il Kennedy Center Friedheim Award nel 1988)
  - commissionato dall'Orchestra Sinfonica di Baltimora (per la quale Rouse ricoprì il ruolo di compositore in residenza nel 1986-88), che ha dato l'anteprima del lavoro sotto la direzione di David Zinman alla Meyerhoff Symphony Hall, Baltimore, Maryland il 21 gennaio 1988.
- Iscariot (orchestra da camera, 1989)
  - co-commissionato dalla Saint Paul Chamber Orchestra, la Los Angeles Chamber Orchestra e la New Jersey Symphony. Presentato in anteprima dalla Saint Paul Chamber Orchestra diretta da  John Adams presso l'Ordway Theatre, Saint Paul, Minnesota il 27 ottobre 1989.
- Concerto per Corde (orchestra d'archi, 1990)
  - commissionato dalla Absolut Vodka; eseguita in anteprima dalla American Symphony Orchestra diretta da Catherine Comet presso la  Avery Fisher Hall, New York il 28 novembre 1990.
- Sinfonia n. 2 (1994)
  - commissionato dall'Orchestra sinfonica di Houston, che ha eseguito in anteprima il lavoro diretto da Christoph Eschenbach (a cui il lavoro è dedicato) presso la Jones Hall, Houston, Texas il 4 marzo 1995.
- Envoi (1995)
  - dedicato alla memoria della madre di Rouse. Commissionato dalla Atlanta Symphony, che ha eseguito in anteprima il lavoro diretto da Yoel Levi presso la Atlanta Symphony Hall il 9 maggio 1996.
- Rapture (2000)
  - commissionato dall'Orchestra Sinfonica di Pittsburgh, che ha eseguito in anteprima il lavoro diretto da Mariss Jansons (a cui il lavoro è dedicato) presso la Heinz Hall, Pittsburgh, Pennsylvania il 5 maggio 2000.
- The Nevill Feast (2003)
  - commissionato dalla Boston Pops Orchestra, che ha eseguito in anteprima il lavoro diretto da Keith Lockhart il 7 maggio 2003.
- Friandises (balletto, 2005)
  - commissionato congiuntamente dal New York City Ballet e dalla Juilliard School. Eseguito in anteprima dal New York City Ballet presso il New York State Theater al Lincoln Center, New York il 10 febbraio 2006.
- Concerto for Orchestra (2007–08)
  - commissionato dal Cabrillo Music Festival; eseguita in anteprima dalla Cabrillo Festival Orchestra diretto da Marin Alsop (alla quale il lavoro è dedicato) presso il Santa Cruz Civic Auditorium a Santa Cruz, California il 1º agosto 2008.
- Odna Zhizn (2009)
  - commissionato dalla New York Philharmonic, che ha eseguito in anteprima il lavoro diretto da Alan Gilbert presso la Avery Fisher Hall, New York il 10 febbraio 2010.
- Sinfonia n. 3 (2010–11)
  - commissionato dalla Stockholm Philharmonic, la Singapore Symphony, l'Orchestra Sinfonica di Baltimora, e la Saint Louis Symphony, che ha dato l'anteprima mondiale del lavoro sotto la direzione di  David Robertson presso la Powell Symphony Hall, St. Louis, Missouri, il 5 maggio 2011.
- Prospero's Rooms (2012)
  - commissionato dalla New York Philharmonic; presentato per la prima volta il 17 aprile 2013 dalla New York Philharmonic con Alan Gilbert nella Avery Fisher Hall, New York
- Sinfonia n. 4 (2013)
  - commissionato dalla New York Philharmonic; eseguito in anteprima dalla New York Philharmonic con Alan Gilbert il 5 giugno 2014 nella Avery Fisher Hall di New York
- Supplica (2013)
  - commissionato dalla Pittsburgh e Pacific Symphony Orchestras; eseguito in anteprima il 4 aprile 2014 dalla Pittsburgh Symphony diretta da Juraj Valcuha alla Heinz Hall, Pittsburgh, Pennsylvania
- Thunderstuck (2013)
  - commissionato dalla New York Philharmonic; eseguito in anteprima dalla New York Philharmonic diretta da Alan Gilbert il 9 ottobre 2014 nella Avery Fisher Hall di New York
- Sinfonia n. 5 (2015)
  - commissionato dall'Orchestra sinfonica di Dallas, dalla Nashville Symphony e dal Aspen Music Festival; eseguito in anteprima dalla Dallas Symphony Orchestra diretta da Jaap van Zweden il 9 febbraio 2017.
- Berceuse Infinie (2016)
  - commissionato dalla Baltimore Symphony Orchestra; presentato in anteprima dalla Baltimore Symphony Orchestra diretta da Marin Alsop il 30 novembre 2017.

### Orchestra con solista
- Violin Concerto (1991)
  - commissionato da Aspen Music Festival per il violinista Cho-Liang Lin (a cui il lavoro è dedicato), che ha eseguito il lavoro in anteprima con l'Aspen Festival Orchestra sotto la direzione di Leonard Slatkin ad Aspen, Colorado il 12 luglio 1992.
- Trombone Concerto (1991, vinse il Premio Pulitzer per la musica nel 1993)
  - commissionato dalla New York Philharmonic per il suo principale trombonista, Joseph Alessi; il lavoro è stato presentato in anteprima da quell'orchestra sotto la direzione di Leonard Slatkin nella Avery Fisher Hall,  New York, il 30 dicembre 1992.
- Violoncello Concerto (1992–93)
  - commissionato da Betty Freeman; eseguito in anteprima da Yo-Yo Ma con la Los Angeles Philharmonic sotto la direzione di David Zinman al Dorothy Chandler Pavilion, Los Angeles, CA il 26 gennaio 1994.
- Flute Concerto (1993)
  - eseguita in anteprima da Carol Wincenc e Orchestra Sinfonica di Detroit sotto la direzione di Hans Vonk presso la Detroit Orchestra Hall, Michigan il 27 ottobre 1994.
- Der gerettete Alberich (Percussion Concerto, 1997)
  - commissionato congiuntamente dalla London Symphony Orchestra, l'Orchestra di Cleveland, l'Orchestra di Filadelfia, e l'Orchestra Sinfonica di Baltimora; eseguito in anteprima da Evelyn Glennie (cui il lavoro è dedicato) con la Cleveland Orchestra sotto la direzione di Christoph von Dohnányi
- Seeing (Piano Concerto, 1998)
  - commissionato da Lillian Barbash per Emanuel Ax e la New York Philharmonic, che eseguì la prima del lavoro sotto la direzione di Leonard Slatkin presso la Avery Fisher Hall, New York il 6 maggio 1999.
- Concert de Gaudí (Guitar Concerto, 1999)
  - commissionato congiuntamente dalla Norddeutscher Rundfunk Orchester e l'Orchestra sinfonica di Dallas; scritto per il chitarrista Sharon Isbin, che eseguì la prima del lavoro con l'Norddeutscher Rundfunk Orchester sotto la direzione di Christoph Eschenbach ad Amburgo il 2 gennaio 2000.
- Clarinet Concerto (2000)
  - commissionato dalla Chicago Symphony Orchestra con finanziamenti forniti dall'American Institute for Music; eseguito in anteprima da Larry Combs con la Chicago Symphony sotto la direzione di Christoph Eschenbach presso il Symphony Center, Chicago, Illinois il 17 maggio 2001. L'opera è dedicata alla compositrice Augusta Read Thomas.
- Oboe Concerto (2004)
  - commissionato dall'Orchestra sinfonica di Minneapolis in 2004; eseguito in anteprima da Basil Reeve con la Minnesota Orchestra sotto la direzione di Osmo Vänskä presso la Orchestra Hall, Minneapolis, Minnesota il 5 febbraio 2009.
- Heimdall's Trumpet (Concerto per tromba, 2012)
  - commissionato dalla Chicago Symphony; prima esecuzione mondiale di Christopher Martin e la Chicago Symphony sotto la direzione di Jaap van Zweden presso il Symphony Center, Chicago il 20 dicembre 2012.
- Organ Concerto (2014)
  - commissionato dalla Philadelphia Orchestra, la Los Angeles Philharmonic e la National Symphony Orchestra; anteprima mondiale data da Paul Jacobs e l'Orchestra di Philadelphia sotto la direzione di Yannick Nézet-Séguin il 17 novembre 2016.

### Voce e orchestra
- Karolju (1990), per coro SATB e orchestra
  - commissionato dalla Orchestra Sinfonica di Baltimora con il sostegno del Barlow Endowment e della Fondaziopne Guggenheim; anteprima della Baltimora Symphony Orchestra & Chorus diretta da David Zinman il 7 novembre 1991. L'opera è dedicata alla figlia del compositore, Alexandra.
- Kabir Padavali ("Kabir Songbook", 1997–98), per soprano solo e orchestra
  - Lavoro di 28 minuti, scritto per il soprano Dawn Upshaw e commissionato dalla Minnesota Orchestra, che ha eseguito il lavoro in anteprima con la Upshaw sotto la direzione di David Zinman a Minneapolis il 6 gennaio 1999. Il pezzo è dedicato al figlio del compositore, Adrian.
- Requiem (2001–02), per baritono solo, coro di bambini, coro SATB e grande orchestra
  - Lavoro di 90 minuti, commissionato dalla Soli Deo Gloria; anteprima della Los Angeles Master Chorale & Orchestra con il Los Angeles Children's Chorus ed il baritono solista Sanford Sylvan sotto la direzione di Grant Gershon alla Walt Disney Concert Hall, Los Angeles, California il 25 marzo 2007.

### Gruppi di fiati
- Wolf Rounds (2007)
  - commissionato dal Frost Wind Ensemble della Università di Miami, che ha dato la prima esecuzione del lavoro sotto la direzione di Gary Green (a cui il lavoro è dedicato) alla Carnegie Hall, New York il 29 marzo 2007.

### Musica da camera
- Ogoun Badagris (gruppo di percussioni, 1976)
- Quattro Madrigali (coro a otto voci, 1976)
- Ku-Ka-Ilimoku (gruppo di percussioni, 1978)
- Rotae Passionis (gruppo misto, 1982)
- Quartetto d'archi n. 1 (1982)
- Lares Hercii (violino e clavicembalo, 1983)
- Artemis (quintetto di ottoni, 1988)
- Bonham (gruppo di percussioni, 1988)
- Quartetto d'archi n. 2 (1988)
- Compline (flauto, clarinetto, arpa e quartetto d'archi, 1996)
- Rapturedux (gruppo di violoncelli, 2001)
- Quartetto d'archi n. 3 (2009)

### Lavori per solista
- Little Gorgon (pianoforte, 1986)
- Ricordanza (violoncello, 1995)
- Valentine (flauto, 1996)